# Shire of Cocos
Shire of Cocos is een Local Government Area (LGA) van het Australische externe territorium de Cocoseilanden. Deze LGA is sinds 1 juli 1992 bestuurlijk ingedeeld bij de staat West-Australië. Shire of Cocos telde 593 inwoners in 2021. De hoofdplaats is Home Island.